# Forcalqueiret
Forcalqueiret (okzitanisch Forcauqueiret) ist eine französische Gemeinde mit 3353 Einwohnern (Stand 1. Januar 2022) im Département Var in der Region Provence-Alpes-Côte d’Azur. Sie gehört zum Kanton La Roquebrussanne im Arrondissement Brignoles.

## Geografie
Forcalqueiret liegt im von bewaldeten Hügeln umsäumten Issole-Tal. Brignoles liegt etwa zehn Straßenkilometer nördlich hinter der Hügelkette Les Brasques. Bis zur Departementspräfektur in Toulon und zur Mittelmeerküste sind es etwa 40 Kilometer nach Süden. Folgt man der Issole über ihre Mündung in den Caramy und den Argens weiter bis zu dessen Mündung ins Meer, so erreicht man nach etwa 75 Kilometern Fréjus.

## Geschichte
Im Jahr 1030 fand der Ort als Furnum Calcarium oder auch Calcherium erstmals Erwähnung in überlieferten Quellen. Der Name weist auf die Kalköfen hin, die im Hochmittelalter betrieben wurden.
Die Ortschaft unterstand der Herrschaft der Grafen von Marseille, später derer von Agoult, Vins, Forbin und Villeneuve. 1744 wurde ein Marquisat errichtet.
Das Schloss gehörte dem Herrn von Vins, Hubert de Garde, der dem Fürsten von Anjou, dem späteren Henri III in La Rochelle das Leben rettete.
Die Festung widerstand den Belagerungen von Lesdiguières und Karl V.

## Bevölkerung
| Jahr      | 1962 | 1968 | 1975 | 1982 | 1990  | 1999  | 2008  | 2014  |
| --------- | ---- | ---- | ---- | ---- | ----- | ----- | ----- | ----- |
| Einwohner | 163  | 215  | 315  | 744  | 1.313 | 1.665 | 2.170 | 2.755 |

## Kultur und Sehenswürdigkeiten
Das verfallene Schloss von Castellas, dem ehemaligen Dorf von Forcalqueiret aus dem 12. bis 14. Jahrhundert ist als Inscrit Monument Historique klassifiziert und gilt als eines der bemerkenswertesten Baudenkmale der Provence verte.